# السياحة في جرينلاند

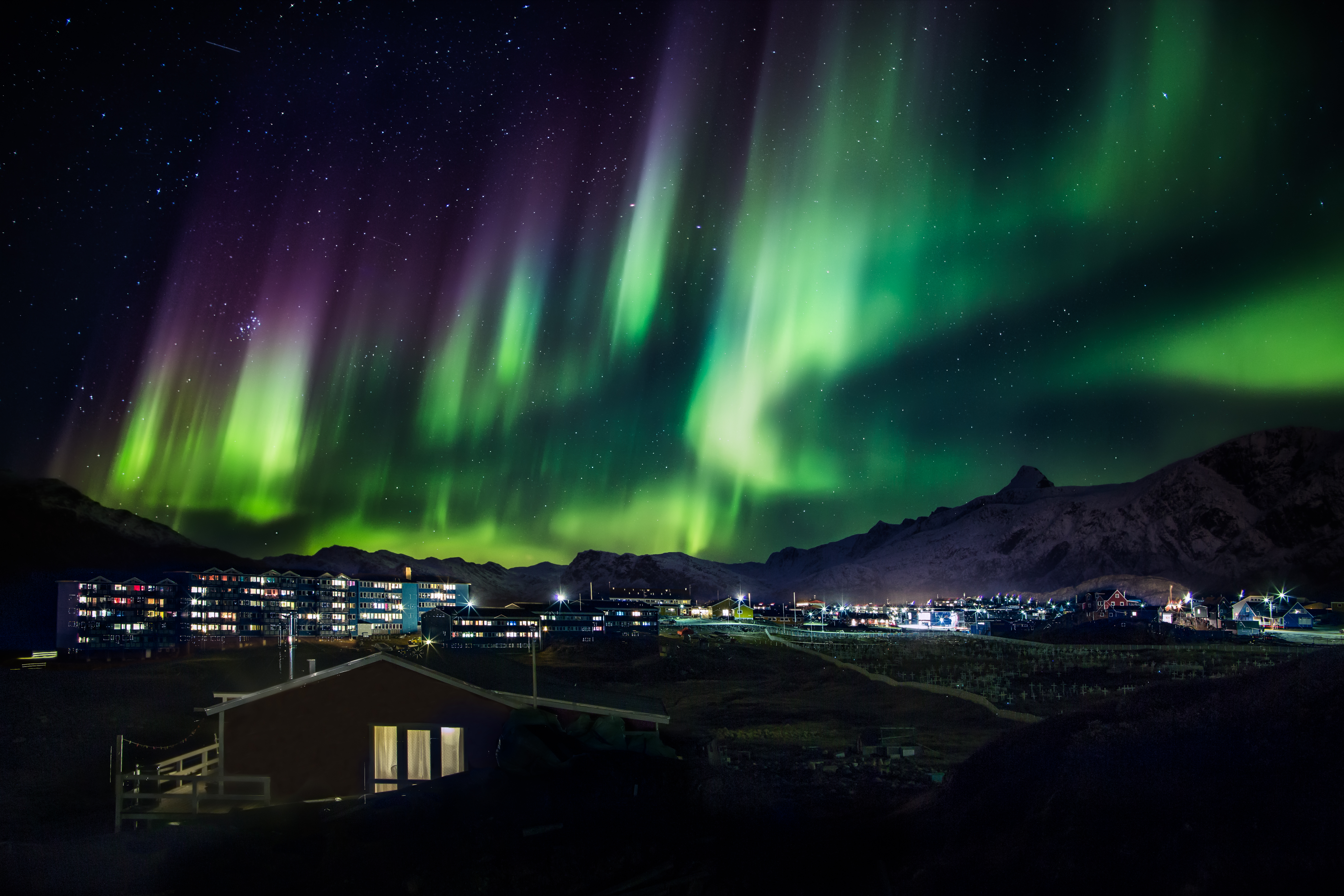
الشفق القطبي بجرينلاند.

تعد السياحة في جرينلاند مجالاً تجارياً شاباً نسبياً في البلاد. منذ تأسيس هيئة السياحة في جرينلاند، في عام 1992، تعمل حكومة الحكم المحلي (أعيدت تسميتها إلى "حكومة الحكم الذاتي" في عام 2009) بنشاط على الترويج للوجهة ومساعدة مقدمي الخدمات السياحية الصغار على إنشاء خدماتهم. تفتح وكالات السفر الأجنبية بشكل متزايد بيع الرحلات والجولات في جرينلاند، وقد شهدت صناعة الرحلات البحرية زيادة كبيرة نسبياً في الطرق المؤدية إلى (أو المارة) في جرينلاند منذ مطلع القرن تقريباً.
تتمتع البلاد بمناظر طبيعية خلابة  وعدد قليل من المواقع التاريخية. تعد الحياة اليومية والثقافة المحلية لسكان جرينلاند إحدى التجارب الرئيسية للمسافرين المغامرين إلى جرينلاند.
الأنشطة السياحية الرئيسية المعروضة هي جولات الإبحار بين الجبال الجليدية، وجولات التزلج التي تجرها الكلاب، ورحلات الغطاء الجليدي، واكتشاف الحياة البرية (بما في ذلك مشاهدة الحيتان )، ومشاهدة الجبال الجليدية، ورحلات المشي لمسافات طويلة إلى الآثار الإسكندنافية بشكل رئيسي.

## زر جرينلاند
زر جرينلاند Visit Greenland هي وكالة حكومية تابعة لحكومة الحكم الذاتي في جرينلاند والمسئولة عن السياحة في الجزيرة. مكتبها الرئيسي يقع في العاصمة نوك. ويوجد لها مكتب فرعي في كوبنهاجن بالدنمارك.
تأسست الشركة عام 1992. كان هدفها الأصلي هو تطوير صناعة السياحة المستدامة وتسويق جرينلاند كوجهة سياحية. تم توسيع الدور لاحقاً ليشمل تطوير الصناعة والشركات الصغيرة في جرينلاند. ويركز المقر الرئيسي في نوك على تيسير السياحة، ويركز مكتب كوبنهاجن على التسويق. قامت الشركة بالتعاون مع وكالة السفر الدنماركية جرينلاند ترافل، والتي تعد حالياً أكبر منظم رحلات سياحية ووكالة سفر متخصصة في السفر إلى جرينلاند.

## إحصائيات

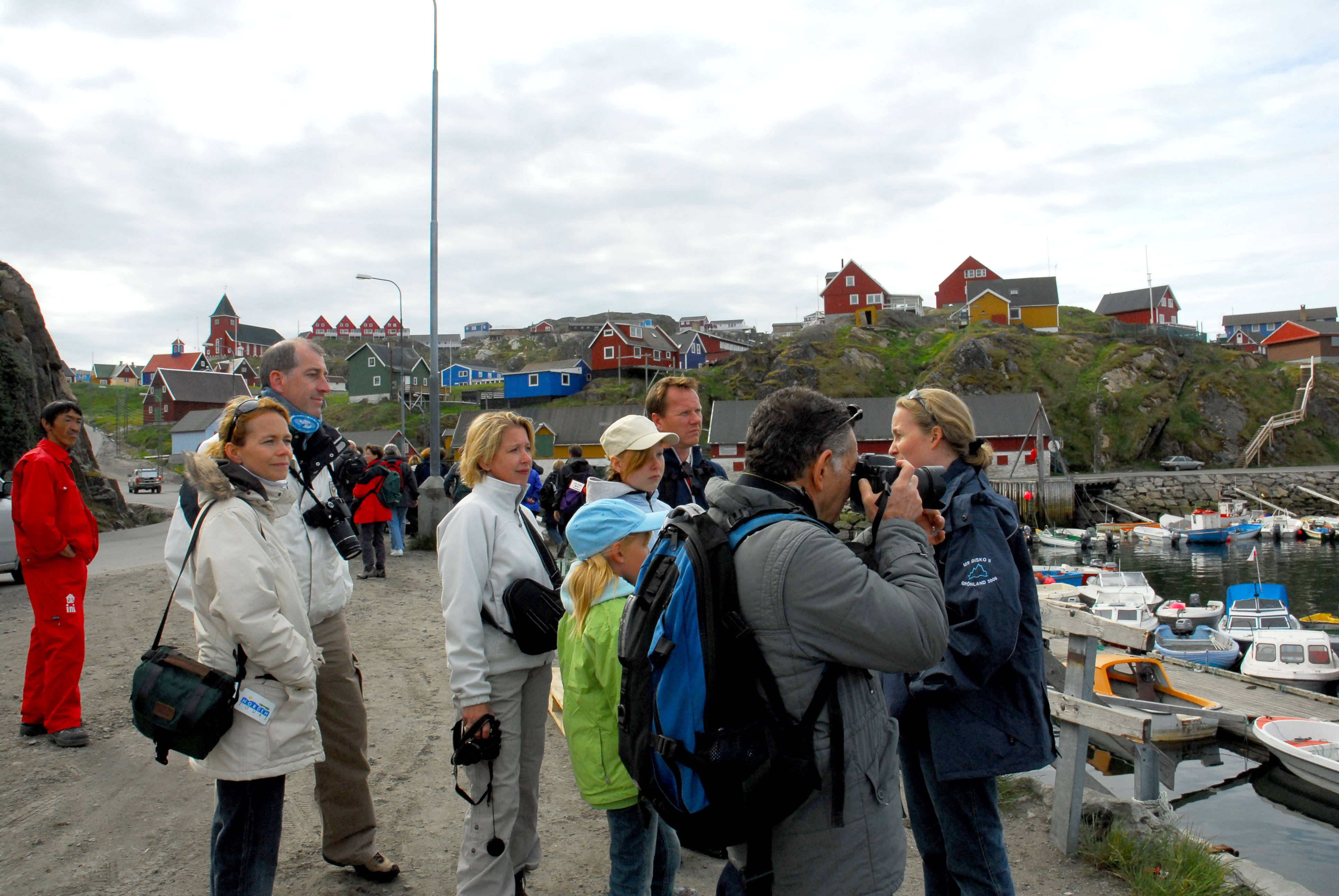
سيّاح في سيسيميوت.

كان معظم الزوار (غير الجرينلانديين) الذين وصلوا إلى جرينلاند عام 2016 من أصحاب جنسيات البلدان التالية:
| رتبة | دولة             | رقم    |
| ---- | ---------------- | ------ |
| 1    | الدنمارك         | 19,275 |
| 2    | الولايات المتحدة | 2,767  |
| 3    | ألمانيا          | 2,440  |
| 4    | السويد           | 2,352  |
| 5    | المملكة المتحدة  | 1,595  |
| 6    | آيسلندا          | 1,166  |
| 7    | النرويج          | 1,125  |
| 8    | فرنسا            | 748    |
| 9    | كندا             | 716    |
| 10   | اليابان          | 583    |

## حكومة الحكم الذاتي في جرينلاند
في عام 2002، أنشأت حكومة جرينلاند خمس مناطق تركيز لتطوير صناعة السياحة في جرينلاند. حيث "وجهة شمالي جرينلاند" تتمركز في خليج ديسكو، و"الوجهة القطبية الشمالية" تتمركز في كانجرلوسواك، و"وجهة منطقة العاصمة" تتمركز في العاصمة نوك، و"وجهة جنوبي جرينلاند" تتمركز في كاكورتوك، و"وجهة شرقي جرينلاند" في شرقي جرينلاند مع تاسيلاك كمحور رئيسي.
الوجهة السياحية الأكثر شعبية هي مضيق إيلوليسات الجليدي، والتي تم إعلانها كموقع للتراث العالمي لليونسكو.

## آثار الوباء
شهدت السياحة ارتفاعاً ملحوظاً بين عامي 2015 و2019، حيث ارتفع عدد الزوار من 77 ألفاً سنوياً إلى 105 آلاف. قدر أحد المصادر أنه في عام 2019 بلغت الإيرادات من هذا الجانب من الاقتصاد حوالي 450 مليون كرونة (67 مليون دولار أمريكي). مثل العديد من جوانب الاقتصاد، تباطأ هذا كثيرًا في عام 2020، وحتى عام 2021، بسبب القيود المطلوبة نتيجة لوباء كوفيد-19. يصف أحد المصادر السياحة بأنها "الضحية الاقتصادية الأكبر لفيروس كورونا". (لم يعاني الاقتصاد العام بشدة حتى منتصف عام 2020، وذلك بفضل مصايد الأسماك "والدعم الضخم من كوبنهاغن".)

## المناطق السياحية الأكثر زيارة

### إيلوليسات

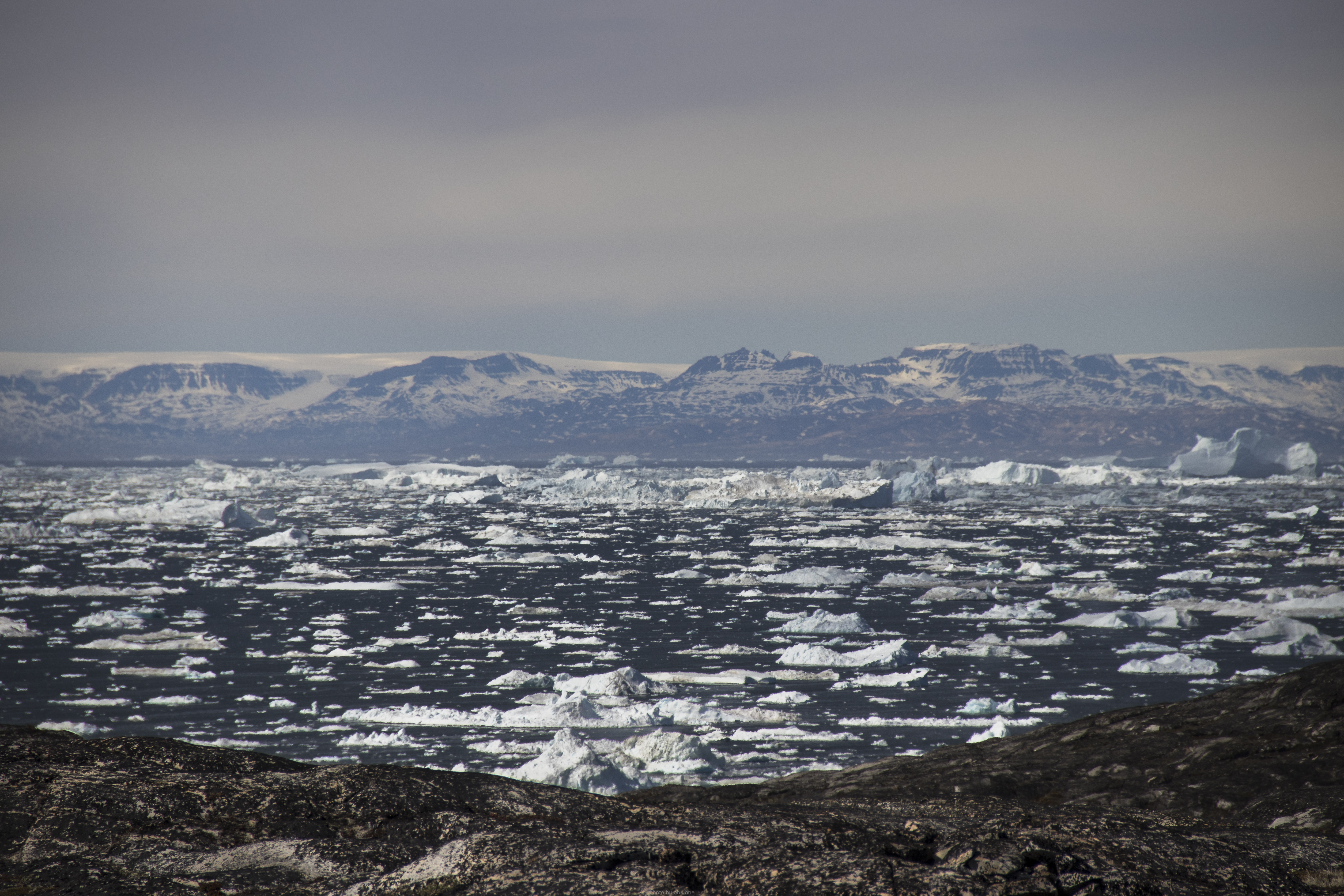
مضيق إيلوليسات الجليدي

- مضيق إيلوليسات الجليدي - تم إعلان المضيق جنوبي مدينة إيلوليسات كموقع للتراث العالمي لليونسكو في عام 2004
- نهر جاكوبشافن الجليدي - النهر الجليدي الأكثر إنتاجية في نصف الكرة الشمالي
- سيررميوت - مستوطنة مهجورة للإنويت مدرجة ضمن مواقع التراث العالمي لليونسكو
- إليماناك - مستوطنة صغيرة، محطة سابقة لصيد الحيتان جنوب المضيق الجليدي
- أوكاتسوت - مستوطنة صغيرة، محطة صيد الحيتان الحالية شمال إيلوليسات
- متحف كنود راسموسن - متحف مخصص للمستكشف القطبي الجرينلاندي الدنماركي كنود راسموسن
- كنيسة صهيون [الإنجليزية]

### نوك

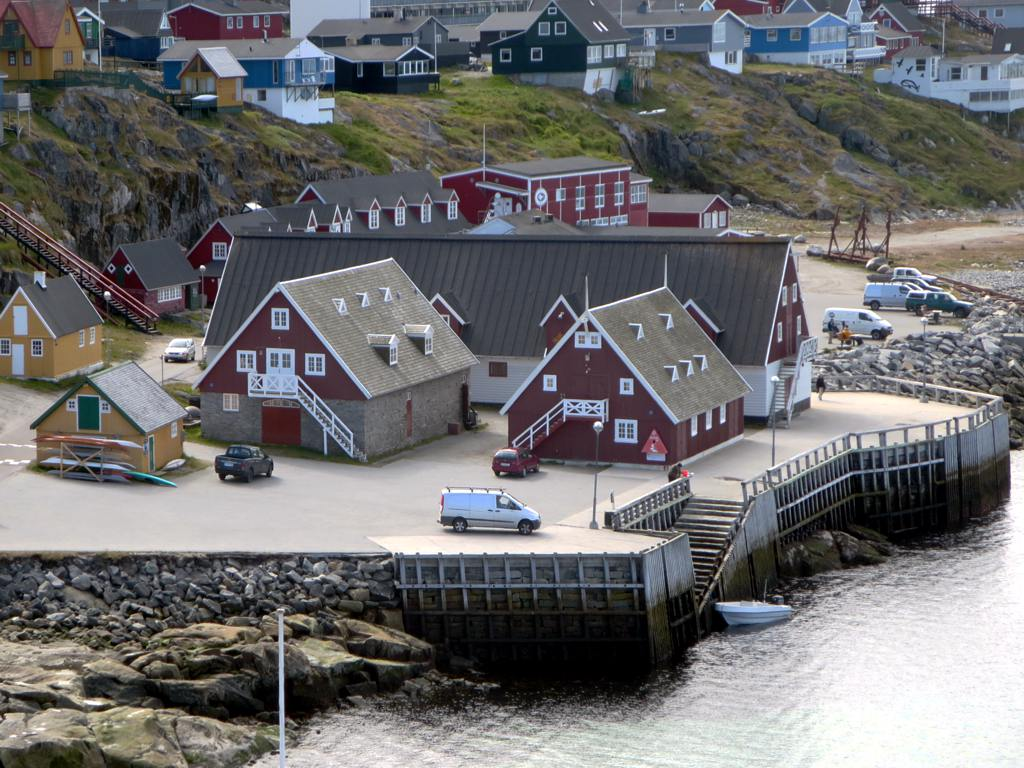
متحف جرينلاند الوطني

- متحف جرينلاند الوطني
- كانجيك: قرية الصيد المهجورة [9]
- متحف نوك للفنون
- كاتدرائية نوك

### جنوبي جرينلاند
- متحف نارسارسواك - يعرض عن الفايكنج وتربية الأغنام والوجود الأمريكي في جنوب جرينلاند
- التنزه سيراً على الأقدام - رحلة تستغرق 5-6 ساعات من نارسارواك تؤدي إلى هضبة عالية بها بحيرة
- كنيسة هفالسي، وهي أطلال بناها الفايكنج في القرن الثاني عشر تقريبًا
- متحف قاقورتوق – المتحف الرئيسي في قاقورتوق

## وصلات خارجية
- الموقع الرسمي